# Wilhelm Windelband

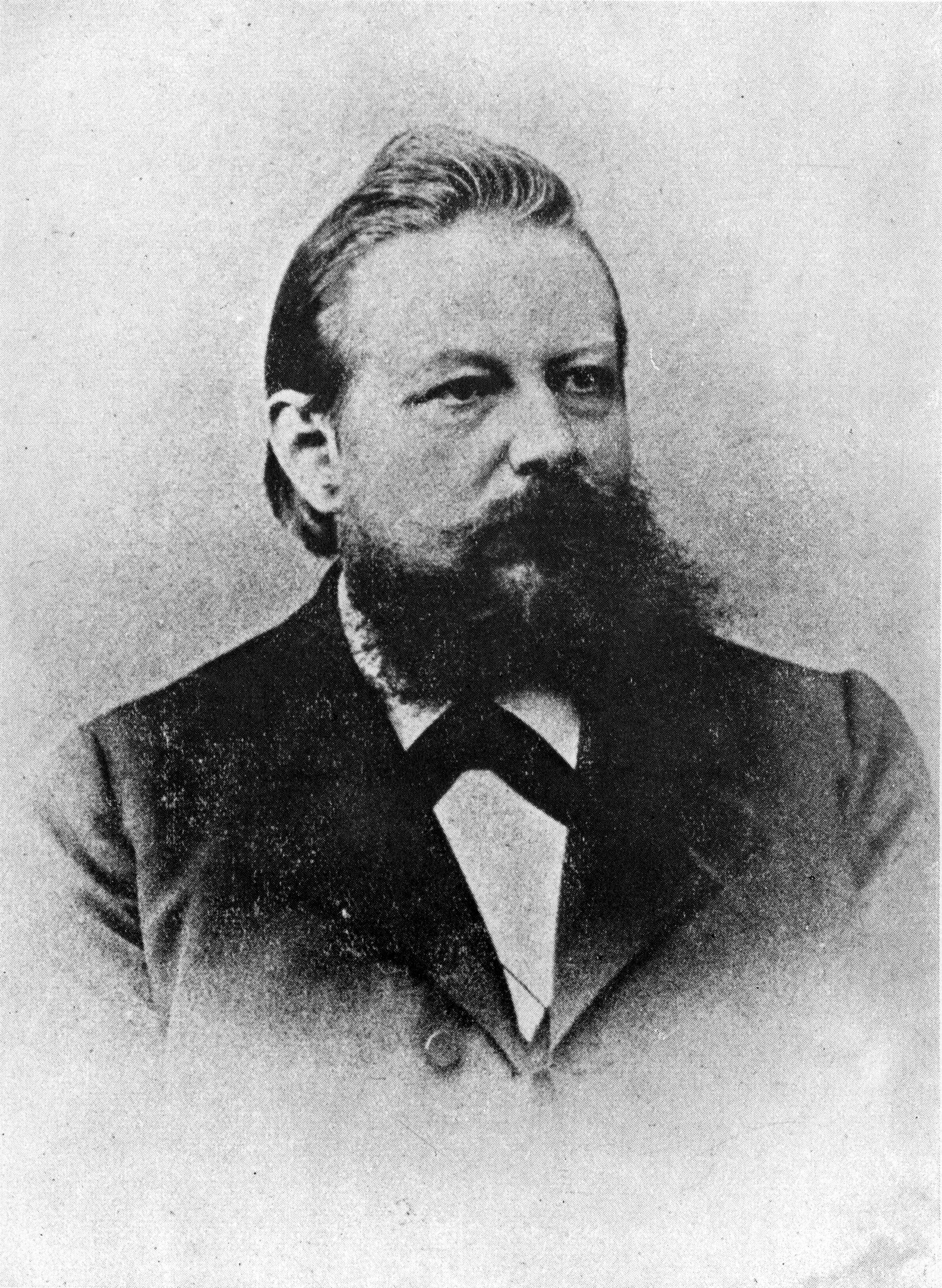
Porträt Wilhelm Windelband. Foto aus Wilhelm Windelband. Ein Nachruf. Prag 1941

Wilhelm Windelband (* 11. Mai 1848 in Potsdam; † 22. Oktober 1915 in Heidelberg) war ein deutscher Philosoph, Professor, Vertreter des Neukantianismus, der so genannten Wertphilosophie und Begründer der „Südwestdeutschen Schule“ oder „Badischen Schule“ des Neukantianismus.

## Leben und Wirken

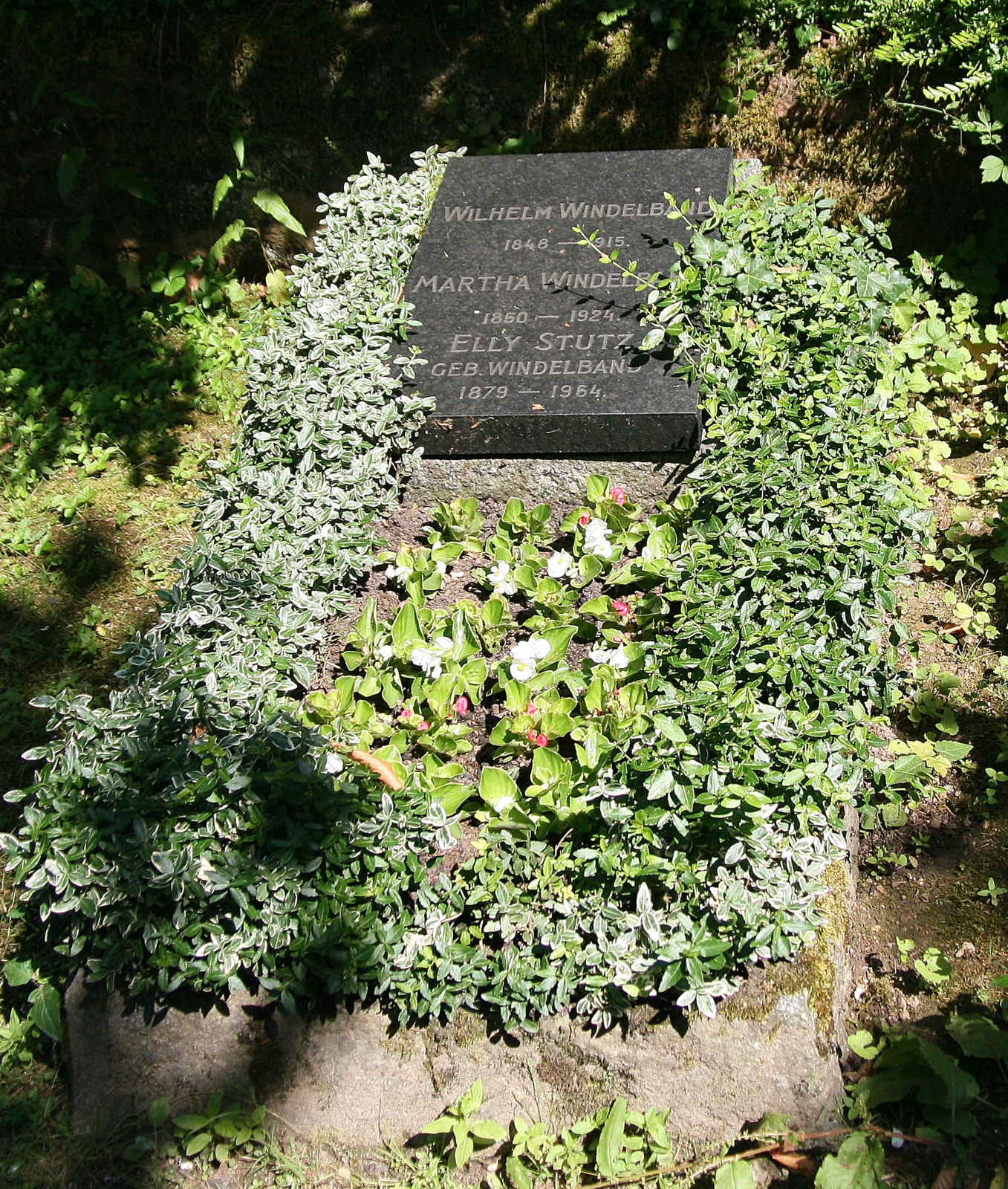
Familiengrabstätte auf dem Heidelberger Bergfriedhof in der Abteilung X

Windelband wurde als Sohn eines preußischen Beamten in Potsdam geboren. Er studierte an den Universitäten Jena, Berlin und Göttingen zunächst Medizin und Naturwissenschaften, weiterhin Geschichtswissenschaft und Philosophie. 1870 wurde er in Göttingen promoviert. Er nahm als Freiwilliger am Deutsch-Französischen Krieg teil. 1873 habilitierte er sich an der Universität Leipzig. 1876 folgte er einem Ruf als ordentlicher Professor an die Universität Zürich, 1877 an die Albert-Ludwigs-Universität Freiburg und 1882 an die Universität Straßburg, wo er am längsten wirkte. 1903 ging er in Nachfolge seines Lehrers Kuno Fischer an die Ruprecht-Karls-Universität Heidelberg. Von 1905 bis 1908 war Windelband als Vertreter der Universität Heidelberg Mitglied der Ersten Kammer des Badischen Landtags. Seit seiner Heidelberger Zeit war Windelband auch Korrespondierendes Mitglied der Berliner Akademie der Wissenschaften. 1901 wurde er zum korrespondierenden Mitglied der Göttinger Akademie der Wissenschaften und 1904 der Bayerischen Akademie der Wissenschaften gewählt. 1909 wurde er in die Heidelberger Akademie der Wissenschaften aufgenommen.
Windelband trat zuerst als Historiker der Philosophie, darin seinem Lehrer Kuno Fischer folgend, in Erscheinung, sodann als einer ihrer bedeutenderen Systematiker, hierin seinen Lehrer Hermann Lotze weiterführend. Lotze, der den Bereich des Seienden, der sich (nach Kant) durch quaestio facti nach faktiven Erkenntnisbedingungen vermittelt, und den Bereich des Geltenden, der durch quaestio iuris nach aktiven Bedingungen seiner Erkenntnis vermittelt erscheint, unterschied, ließ die quaestio iuris von der quaestio facti in Abhängigkeit treten. Dieses Verhältnis kehrt Windelband um, indem er bestimmt, dass als faktive (tätige) Wahrheit zu gelten habe, was zuvor einem gültigen Urteil entspringt.
Windelband bemühte sich vor allem um die Abgrenzung von Naturwissenschaften und Kulturwissenschaften (Geisteswissenschaften). Die Naturwissenschaften verfahren „nomothetisch“, d. h., die sind mit der Auffindung allgemeiner Gesetze befasst („nomothetisch“ = „Gesetze erstellend“). Die Kulturwissenschaften haben es dagegen mit dem Einmaligen, Individuellen und Besonderen zu tun, sie verfahren „idiographisch“ („idiographisch“ = „Einzelnes beschreibend“). Gleichwohl machte Windelband aber deutlich, dass die idiographischen Wissenschaften auf die nomothetischen angewiesen sind: „Andererseits bedürfen nun aber die idiographischen Wissenschaften auf Schritt und Tritt der allgemeinen Sätze, welche sie in völlig korrekter Begründung nur den nomothetischen Disziplinen entlehnen können.“
Windelband trat außerdem als Philosophiehistoriker hervor. Sein Lehrbuch der Geschichte der Philosophie von 1892 war problemgeschichtlich strukturiert. Es erlebte viele Auflagen und wurde von Heinz Heimsoeth fortgeführt.
Windelbands wichtigster Schüler war Heinrich Rickert. Weiterhin zu nennen sind Emil Lask, Jonas Cohn und Bruno Bauch.
Wilhelm Windelband fand seine letzte Ruhe auf dem Heidelberger Bergfriedhof. Seine Grabstätte wird geschmückt von einem schlichten Grabmal, einem liegenden Quader aus Granit, auf dem die Lebensdaten von Wilhelm Windelband, die seiner Ehefrau Martha Windelband und die der gemeinsamen Tochter Elly Stutz, geborene Windelband, vermerkt sind. Die Grabstätte befindet sich in der Abteilung X, sie liegt direkt im Anschluss an die Waldabteilung.

## Werke
- Die Lehren vom Zufall. Berlin 1870. 80 S. Diss. Univ. Göttingen 1870.
- Über die Gewissheit der Erkenntniss. Eine psychologisch-erkenntnisstheoretische Studie. Berlin 1873. IV, 96 S. Habil. Univ. Leipzig 1873.
- Die Geschichte der neueren Philosophie in ihrem Zusammenhange mit der allgemeinen Cultur und den besonderen Wissenschaften dargestellt. 2 Bde. Leipzig 1878–1880. Bd. 1: Von der Renaissance bis Kant. 1878. VIII, 580 S. Bd. 2: Die Blüthezeit der deutschen Philosophie. Von Kant bis Hegel und Herbart. 1880. VI, 398 S.
- Präludien. Aufsätze und Reden zur Einleitung in die Philosophie. Freiburg Breisgau 1884. VI, 326 S.
- Geschichte der alten Philosophie. Handbuch der classischen Alterthums-Wissenschaft in systematischer Darstellung. Mit besonderer Rücksicht auf Geschichte und Methodik der einzelnen Disziplinen. Hrsg. v. Iwan Müller. Abt. 5. Bd. 1. Tl. 1. Nördlingen 1888. VIII, 338 S.
- Geschichte der Philosophie. Freiburg Breisgau 1892. 516 S.
- Platon. Frommanns Klassiker der Philosophie. Bd. 9. Straßburg 1900. 190 S.
- Lehrbuch der Geschichte der Philosophie. 3. Aufl. d. Geschichte der Philosophie. Tübingen 1903. VIII, 576 S. 7. unveränd. Aufl. Tübingen 1916 (Digitalisat).
- Über Willensfreiheit. Zwölf Vorlesungen. Tübingen 1904. VIII, 224 S.
- Die Philosophie im deutschen Geistesleben des XIX. Jahrhunderts. Fünf Vorlesungen. Tübingen 1909. 120 S.
- Präludien. Aufsätze und Reden zur Philosophie und ihrer Geschichte. 4., aberm. verm. Aufl. 1911. Bd. 1: XII, 276 S. Bd. 2: IV, 322 S.
- Logik. Encyclopädie der philosophischen Wissenschaften. In Verb. m. Wilhelm Windelband hrsg. v. Arnold Ruge. Bd. 1. Tl. 1. Tübingen 1912. VIII, 276 S.
- Die Prinzipien der Logik. Encyclopädie der philosophischen Wissenschaften. In Verb. m. Wilhelm Windelband hrsg. v. Arnold Ruge. Bd. 1. [Tl. 2] Tübingen 1913. 60 S.
- Einleitung in die Philosophie. Grundriß der philosophischen Wissenschaften. Hrsg. v. Fritz Medicus. Bd. 1. Tübingen 1914. XII, 442 S.
- Die Hypothese des Unbewussten. Festrede gehalten in der Gesamtsitzung der Heidelberger Akademie der Wissenschaften am 24. April 1914. Heidelberg 1914. 22 S.
- Geschichtsphilosophie. Eine Kriegsvorlesung. Fragment aus dem Nachlass. Hrsg. v. Wolfgang Windelband. Kant-Studien. Ergänzungshefte. Bd. 38. Berlin 1916. 68 S.